# Horta da Vilariça
Horta da Vilariça ist eine Gemeinde (Freguesia) im portugiesischen Kreis Torre de Moncorvo. In ihr leben 208 Einwohner (Stand 19. April 2021).